# Estilo Guillermo y María
El estilo Guillermo y María (en inglés: William and Mary style) se dio en las artes decorativas —especialmente mobiliario— en Inglaterra, Escocia, Irlanda, Países Bajos y las colonias inglesas durante los reinados de Guillermo III y María II (1689-1702). Sucedió al estilo de la Restauración y precedió al estilo de la Reina Ana.

## Historia

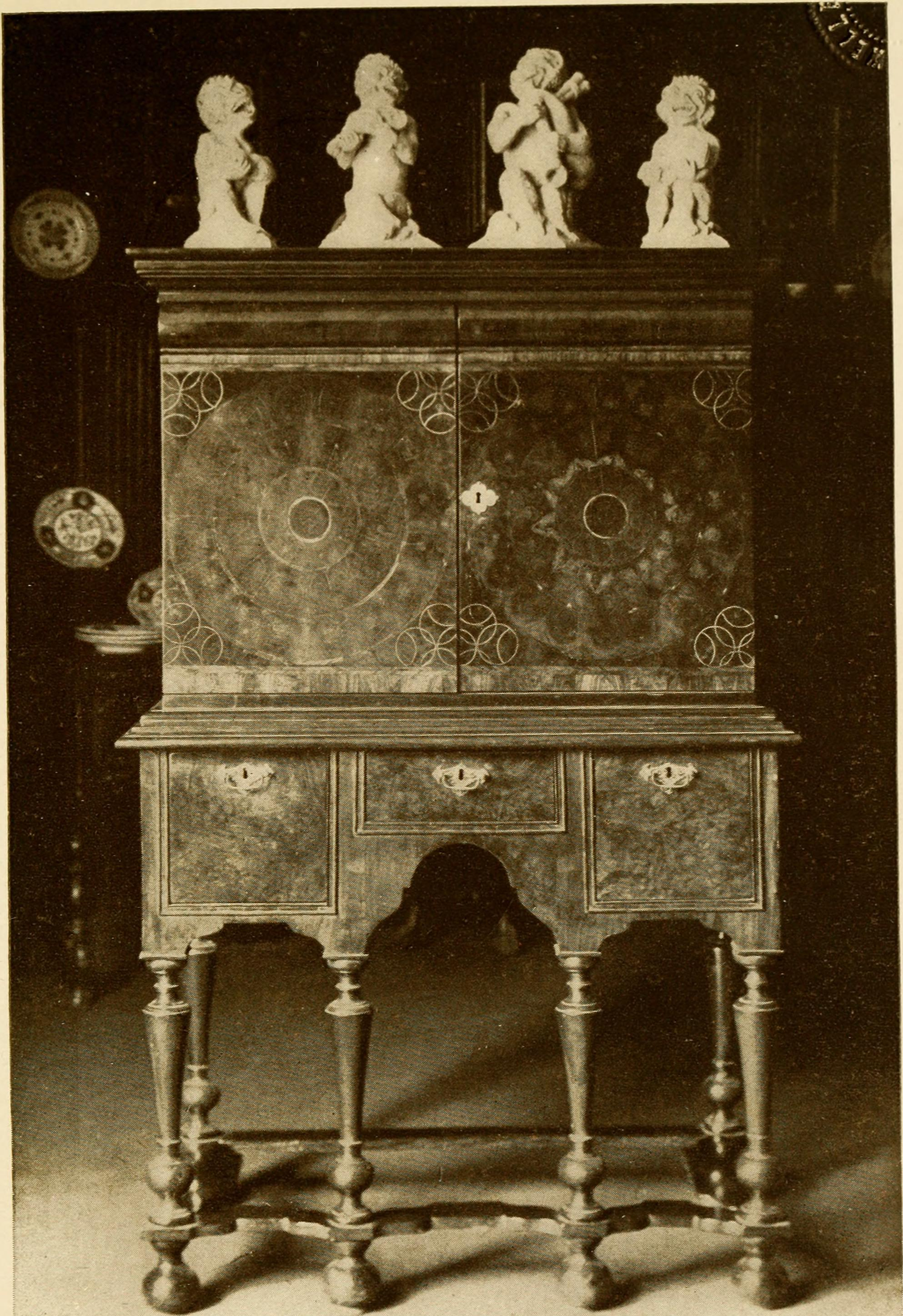
Gabinete con découpage, decorado en el estilo Guillermo y María

María II, hija y sucesora de Jacobo II Estuardo, fue reina de Inglaterra, Escocia e Irlanda desde 1689 hasta su muerte en 1694. Reinó junto con su marido y primo, Guillermo III, príncipe de Orange, quien gobernó en solitario tras la muerte de su mujer hasta su propio fallecimiento en 1702. Durante este período se dio un estilo en las artes decorativas conocido como Guillermo y María, desarrollado tanto en las islas británicas como en los Países Bajos, de donde era originario Guillermo III.
El estilo Guillermo y María sucedió al estilo Restauración, con el que mantuvo una cierta línea de continuidad. En una época de prosperidad, fue un estilo marcado por la elegancia, la comodidad y la ligereza, con una fuerte influencia francesa, donde en esa época triunfaba el estilo Luis XIV. A ello coadyuvó la llegada de artesanos hugonotes expulsados de Francia tras la revocación del edicto de Nantes en 1685, como es el caso del arquitecto y diseñador Daniel Marot. Esta influencia se reflejó especialmente en el mobiliario, como se denota en las mesas de pared de escayola dorada con patas columnares, faldones colgantes y chambranas de roleo, así como en las sillas con patas cabriolé y respaldo alto con pala central tallada finamente. Surgieron algunas tipologías nuevas de muebles, como el escritorio o bureau de frente abatible o el espejo de tocador basculante sobre un soporte en forma de caja, ambos muy utilizados en el posterior estilo Reina Ana.

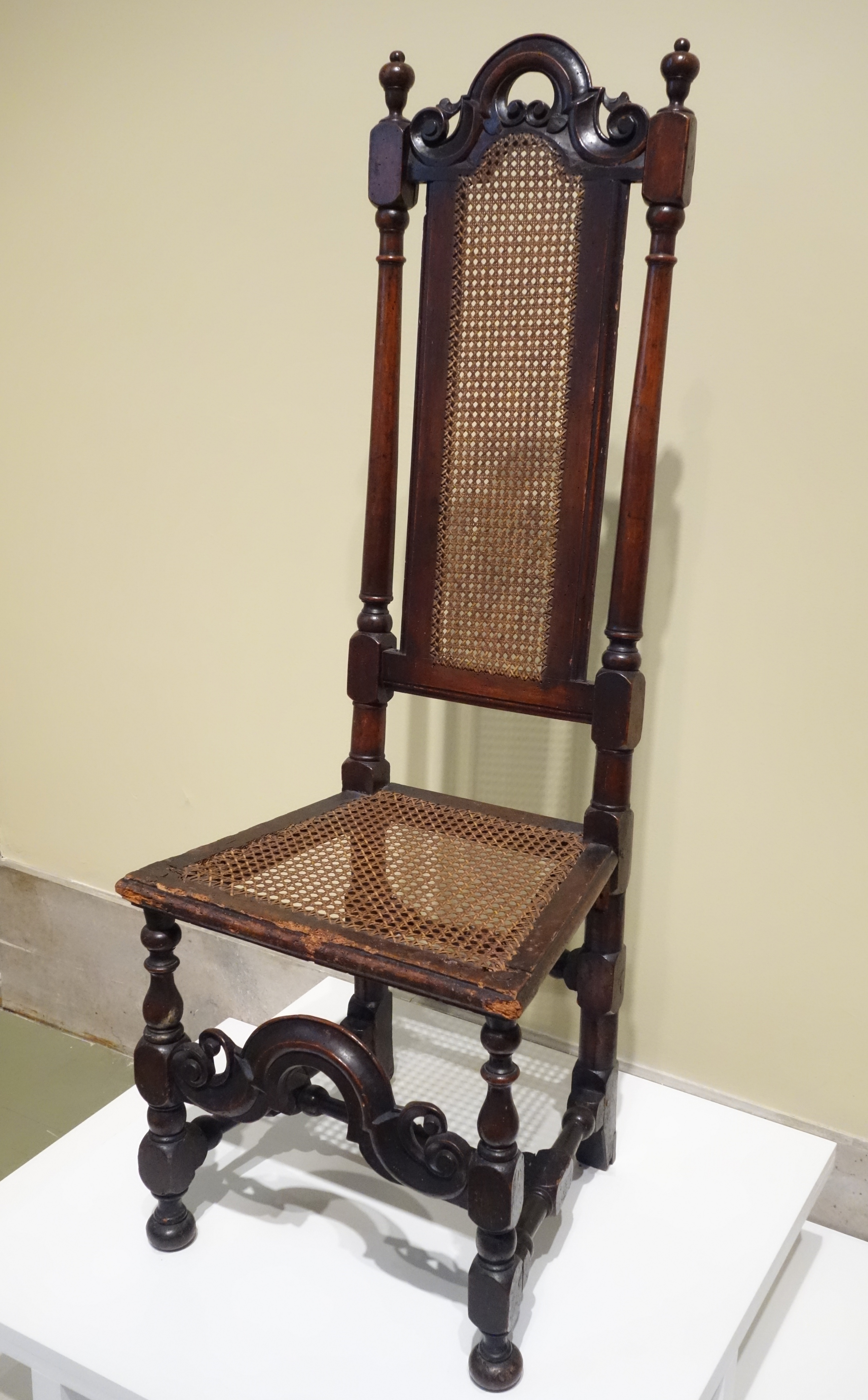
Silla al estilo Guillermo y María (c. 1700), Museo Brooklyn, Nueva York

Las principales características del mueble Guillermo y María son: patas en forma de balaustre y espiral, a veces con torneado en trompeta, copa invertida o campana; respaldos ligeramente curvados para adaptarse a la forma de la espalda; silueta continua, sin tallas o molduras; unión de las patas de los asientos mediante un elemento en forma de X de aspas curvadas; tapicería en los asientos; marquetería en forma de algas marinas; y, en ocasiones, barnizado de laca al estilo japonés. La madera más utilizada fue el nogal.
Uno de los mejores ebanistas del momento fue el neerlandés Gerrit Jensen, establecido en Londres en 1680. Fue ebanista real desde el reinado de Carlos II hasta el de Ana I. Algunas de sus obras se conservan en Hampton Court y en el castillo de Windsor. Influido por el estilo Luis XIV, su obra destaca por su fina marquetería de arabescos, con embutidos de metal, que recuerdan la obra de André-Charles Boulle.
Del resto de artes decorativas destacó la platería, que se dividió en un tipo de piezas de diario de estilo sencillo frente a lujosas piezas de aire barroco, macizas y ostentosas, especialmente blandones y boles de vino. Algunos ejemplos destacados son el candelero de plata de la capilla de San Jorge del castillo de Windsor (Anthony Nelme, 1694) o el aguamanil de plata dorada conservado en el Museo de Victoria y Alberto de Londres (P. Willaume, 1700).
En las artes textiles estuvieron de moda las colgaduras de chinerías de la fábrica del Soho, así como los bordados en seda y crewel work (un tipo de bordado hecho con lanas de colores sobre fondo de lienzo blanco) herederos del estilo Restauración.